# 黑锯齿蛤
黑锯齿蛤（学名：Crenatula nigrina），是莺蛤目障泥蛤科辐泥蛤属的一种。主要分布于中国大陆，常栖息在生活于海绵动物中。